# Dorfkirche Obercunnersdorf

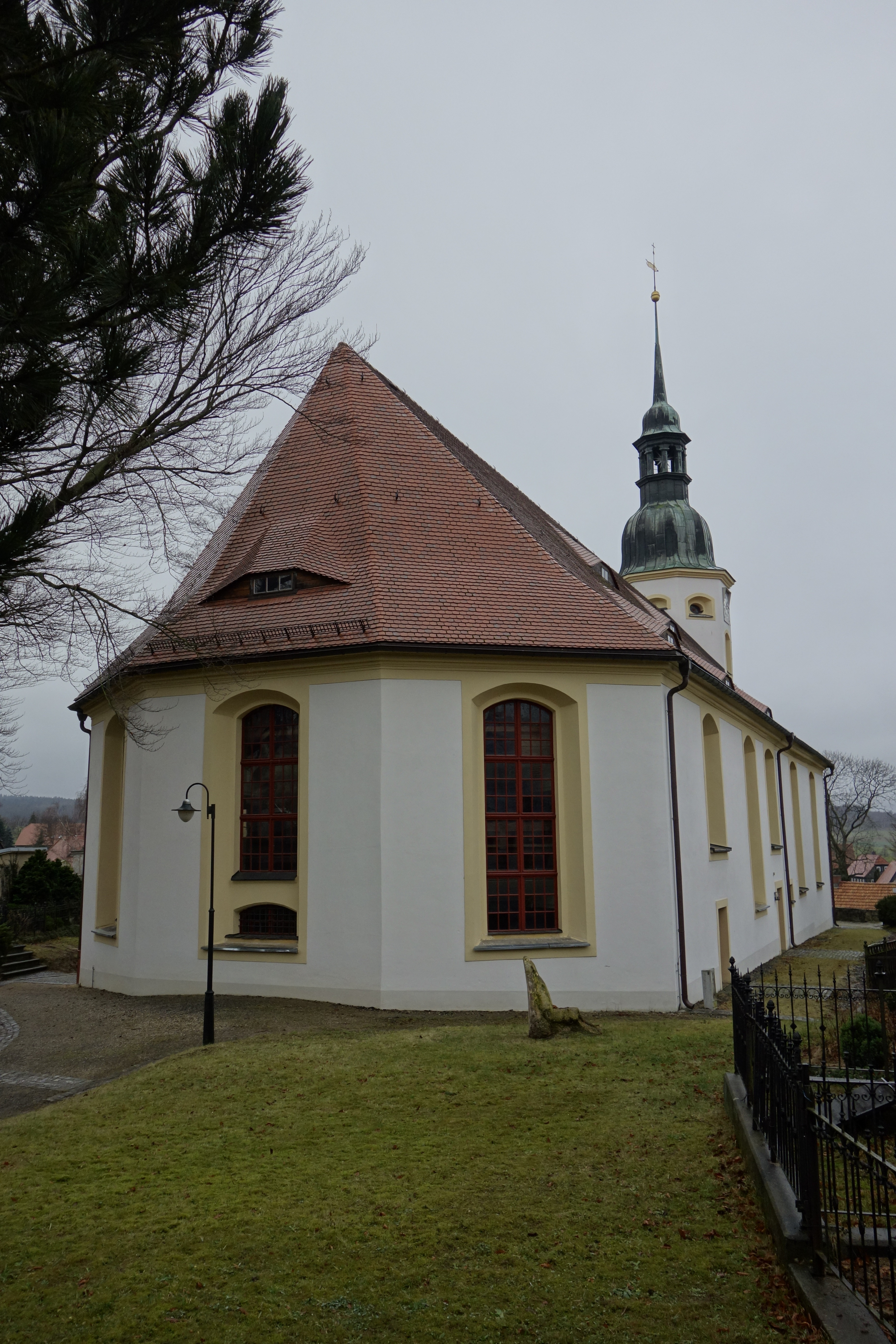
Kirche in Obercunnersdorf

Die evangelische Kirche Obercunnersdorf ist eine barocke Saalkirche im Ortsteil Obercunnersdorf von Kottmar im Landkreis Görlitz in Sachsen. Sie gehört zur Kirchengemeinde Obercunnersdorf im Kirchenbezirk Löbau-Zittau der Evangelisch-Lutherischen Landeskirche Sachsens. Das Bauwerk steht seit den 1970er Jahren unter Denkmalschutz.

## Geschichte
Die große langgestreckte Saalkirche ist von einem Kirchhof umgeben und entstand in ihrer aktuellen Form im 17. Jahrhundert. Die Grundmauern reichen jedoch weiter zurück, sie gehörten zur Kapelle St. Barbara, die um 1506 hier nachgewiesen ist. Eine erste Empore erhielt das Kirchenschiff auf der Nordinnenseite, die der Löbauer Maler Friedrich mit allegorischen Bildern zum Lebensweg Jesu versah. Mit dem Neubau des Gotteshauses 1690/1691, um den bestehenden Kapellenbau herum, erhielt dieses auch einen mit Schiefer gedeckten steinernen Kirchturm, in dem ein Geläut aufgehängt werden konnte. In den Jahren 1727 und 1748/1749 ließ die Kirchengemeinde Umbauten vornehmen, und der gesamte Innenraum erhielt weiße Anstriche, sogar der Altar, die Kanzel, die Orgelempore und die Bilder wurden weiß übermalt, wohl unter dem Einfluss der Herrnhuter Brüdergemeine. Hierbei wurden vermutlich auch die Seitenemporen eingefügt.
Im Jahr 1871 erfolgte wiederum eine Neufassung des Innenraumes. In der DDR-Zeit im Jahr 1958 wurde eine große Restaurierung des Innenraumes vorgenommen. Die Historiker fanden dabei auch ältere Ausstattungen, die durch Übermalung nicht mehr kenntlich waren. Das Schieferdach des Turmes wurde erneuert, und der Turmknauf erhielt eine frische Vergoldung. Schließlich wurde 1980–1982 noch das Kupferdach erneuert.
Die Deutsche Wiedervereinigung versetzte die Kirche in eine neue Position, sie wurde nunmehr finanziell wieder unterstützt, die Gemeindemitglieder spendeten darüber hinaus großzügige Beträge. So konnten mit Fördermitteln und mit Spenden ab den 2000er Jahren weitere notwendige Aufgaben durchgeführt werden, wie die Restaurierung der Kristallleuchter, der Einbau einer modernen Heizungsanlage, die Neuinstallation der Elektroanlage sowie Holzkonservierungsarbeiten.

## Architektur
Das Kirchengebäude ist ein verputzter Bruchsteinbau mit polygonalem Ostschluss und einem Walmdach. Der Kirchenraum ist 47 m lang und 14 Meter breit. Der Turm im Westen ist auf quadratischem Grundriss erbaut, in der oberen Hälfte oktogonal und wird von einer geschweiften Haube mit Laterne bekrönt. In der Laterne ist auch eine Kirchturmuhr eingebaut.
Der Kirchensaal ist durch die einfache Kassettendecke mit vergoldeten Blüten und die farbige Fassung der Brüstungen bestimmt. An der Nord-, Ost- und Südseite sind doppelte umlaufende Holzemporen eingebaut. Die Emporenbrüstungen sind mit verkröpften Gesimsen und Halbsäulchen verziert. Die unteren Brüstungsflächen tragen gemalte Darstellungen aus dem Jahr 1662 des Alten und des Neuen Testaments sowie von Propheten und Aposteln. Im Westen wurde die historische Orgelempore 1898 durch eine stabilere mit schwerer Dockenbrüstung ersetzt.

## Ausstattung
Der barocke Hochaltar stammt aus dem Jahr 1691. Die Predella ist mit einem Hochrelief des Abendmahls versehen, darüber ist ein großes Relief der Kreuzigung vor gemaltem Hintergrund im Rundbogen angeordnet. Im Auszug befindet sich ein Medaillon mit dem Relief der Grablegung, darüber die Figur des Salvators. Der oktogonale Korb besteht aus einer gemalten Marmorimitation, der Schalldeckel mit reicher Akanthusornamentik ist auf das Jahr 1749 datiert.
Die Orgel mit Prospekt im Rokokostil ist ein Werk der Firma Orgelbau A. Schuster & Sohn aus dem Jahr 1898 mit 30 Registern auf zwei Manualen und Pedal. Sie ersetzte ein Vorgängerinstrument aus dem Jahr 1749, das Andreas Müller für 600 Taler angefertigt hatte. Dieses war trotz Umbauten 1818 schließlich nicht mehr spielbar.

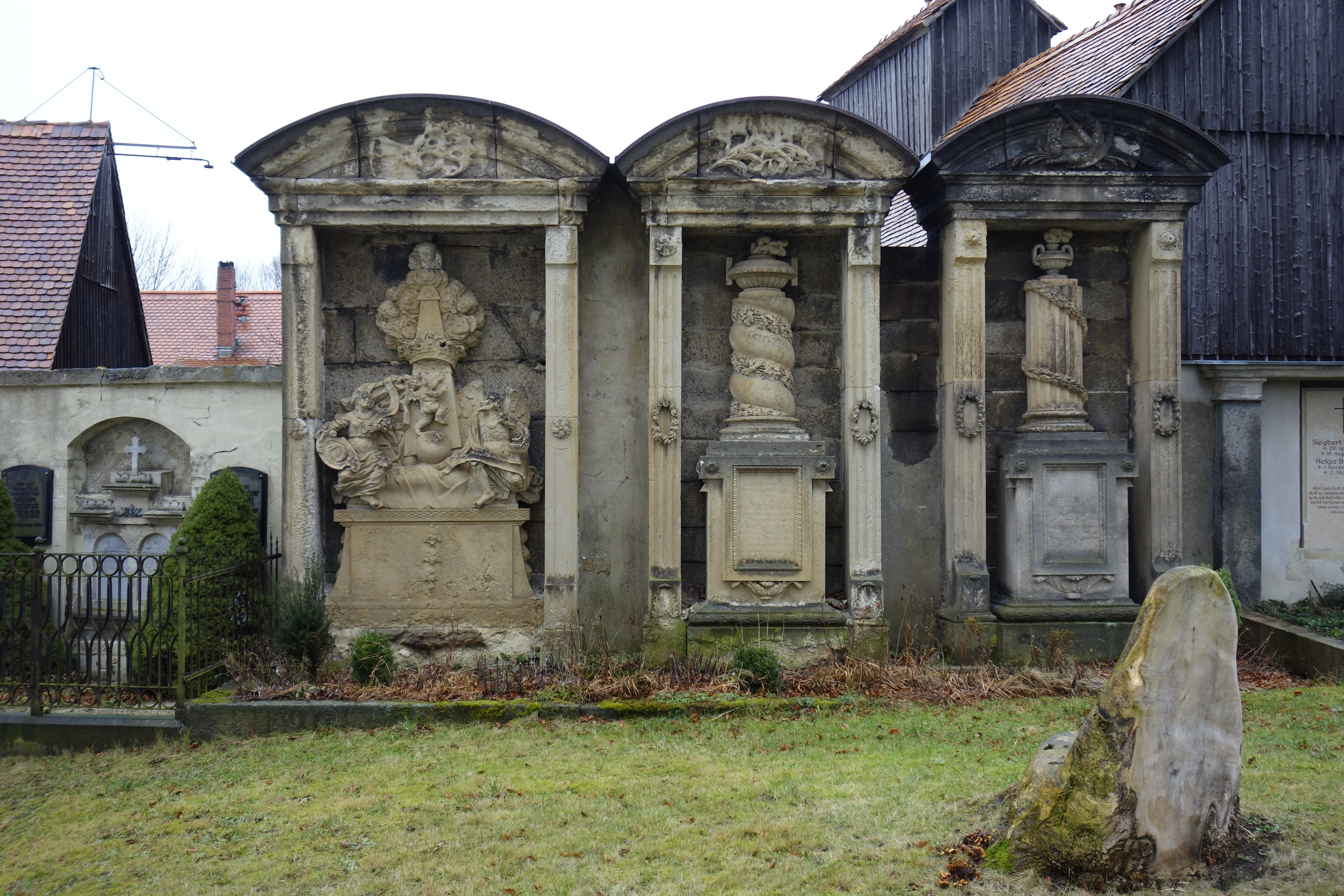
Grabmale auf dem Kirchhof

## Umgebung
Auf dem umgebenden Friedhof sind zahlreiche historisch wertvolle, teils figürliche Grabdenkmäler des 18. und 19. Jahrhunderts erhalten, unter anderem für Johann Christoph Sannert und Anna Sabina, geborene Tutschkin, mit der Jahreszahl 1799. In einer aus zwei Pfeilern und Segmentgiebel gebildeten Nische auf einem schlichten Sockel sind zwei Figuren mit Schriftbändern dargestellt, dahinter ein Obelisk mit Krone und Wolkenkranz. Ein einfaches Torhaus mit Rundbogenöffnung erschließt den Friedhof im Südwesten der Anlage.